# Lluís Rodolf de Brunsvic-Wolfenbüttel
Lluís Rodolf de Brunsvic-Lüneburg (en alemany Ludwig Rudolf von Braunschweig-Wolfenbüttel) va néixer a Wolfenbüttel el 22 de juliol de 1671 i va morir a Brunsvic l'1 de març de 1735. Era el fill petit del duc Antoni Ulric de Brunsvic-Luneburg (1633-1714) i de la princesa Elisabet Juliana de Schleswig-Holstein-Sonderburg-Norburg (1633-1704).

## Biografia
Va ser un príncep alemany de la Casa de Welf i duc de Brunswick-Lüneburg des de 1731. Com a general va servir a l'exèrcit de l'emperador Leopold I del Sacre Imperi Romanogermànic. El 1707, el domini de Blankenburg que havia estat concedit a Lluís Rodolf pels seus mèrits militars, va assolir el rang de principat del Sacre Imperi Romanogermànic.
El 1731 hereta també Wolfenbüttel, ja que el seu germà August Guillem havia mort sense descendència. També Lluís Rodolf va morir sense descendència masculina, de manera que el succeí el seu cosí Ferran Albert II de Brunsvic-Lüneburg, que s'havia casat amb una de les seves filles.

## Matrimoni i fills
El 22 d'abril de 1690 es va casar amb la princesa Cristina Lluïsa d'Oettingen-Oettingen (1671-1747), filla d'Albert Ernest I (1642-1683) i de Cristina Frederica de Württemberg (1644-1674). El matrimoni va tenir quatre filles, tres de les quals van arribar a l'edat adulta: 
- Elisabet Cristina (1691 – 1750), casada amb l'emperador Carles VI (1685-1740).
- Carlota Augusta (1692).
- Carlota Cristina (1694 – 1715), casada amb Alexis Petróvich (1690-1718), fill de Pere el Gran.
- Antonieta Amàlia (1696 – 1762), casada amb el seu oncle Ferran Albert II de Brunsvic-Lüneburg (1680-1735).